# Pierre Ier de Gruyère
Pour les articles homonymes, voir Pierre Ier et Pierre de Gruyère.
Pierre Ier de Gruyère, vers 1162 - après 1200, est un comte de Gruyère issu de la famille de Gruyère, de la fin du XIIe siècle. 

## Biographie

### Origines
Pierre de Gruyère semble naître vers 1162. Il est le fils puîné du comte Rodolphe et d'Agnès de Glâne,,. Il a un frère aîné, Guillaume, et un cadet, Amédée, morts après 1177, ainsi qu'un autre frère cadet, Rodolphe. 
Il épouse épouse Clémence, issue de la famille d'Estavayer,. Le mariage est sans descendance. Elle est la sœur de Conon d'Estavayer, prévôt du chapitre cathédral de Lausanne, et de Pétronille, qui a épousé Pierre de Montsalvens.

### Comte de Gruyère et succession
Son père semble mourir vers 1195/1196. Il est mentionné pour la première fois dans une charte comme comte (Petrus comes de Grueria), aux côtés de son frère Rodolphe, en 1197,. Il s'agit d'une renonciation de droits en faveur de l'abbaye d'Hauterive, avec le consentement de leur mère, Agnès (Agnes comitissa), de son épouse Clémence (Clementia uxor Petri comitis), de Gertrude, la femme de son frère (Gertrudit uxor Rodulphi).
Pierre de Gruyère semble mourir vers 1200 ou peu après, sans postérité,.
Une donation datée de 1200, le mentionne pour la dernière fois aux côtés de son frère, Rodolphe II,. Tous deux sont associés au titre de comte de Gruyère, Dominus Petrus et dominus Rodulfus comites de Gruerie,. Ils doivent se séparer de Riaz et d'Albeuve, que l'évêché réclamait.
Le comté revient ensuite à son frère Rodolphe II.